# Nati nel 1908/Settembre
| Questa pagina contiene informazioni ricavate automaticamente dalle voci biografiche con l'ausilio del template Bio e di un bot. L'aggiornamento è periodico e automatico e ricostruisce completamente la pagina. Se manca una persona in questa lista, sei pregato di non aggiungerla, ma accertati piuttosto che la sua voce biografica contenga il template Bio e che i dati anagrafici siano correttamente compilati. Se il template Bio manca, inseriscilo tu stesso o, in alternativa, metti l'avviso {{tmp\|Bio}} che ne segnala la mancanza. Se i dati riportati sono sbagliati, correggi direttamente la voce biografica; le modifiche saranno visibili in questa lista entro pochi giorni. Per chiarimenti vedi il progetto biografie. La lista contiene solo le 149 persone che sono citate nell'enciclopedia e per le quali è stato implementato correttamente il template Bio. Pagina aggiornata al 18 lug 2025. |

- 1º settembre - Filopimin Finos, produttore cinematografico greco († 1977)
- 1º settembre - Einar Karlsson, lottatore svedese († 1980)
- 1º settembre - Michele I del Montenegro, re montenegrino († 1986)
- 1º settembre - Adolf Stelzer, calciatore svizzero († 1977)
- 2 settembre - Fania Fénelon, pianista, compositrice e cantante francese († 1983)
- 2 settembre - Valentin Petrovič Gluško, ingegnere aeronautico e politico sovietico († 1989)
- 2 settembre - Olaf Hoffsbakken, sciatore nordico norvegese († 1986)
- 2 settembre - Nikolaj Aleksandrovič Kozyrev, astrofisico e astronomo russo († 1983)
- 3 settembre - Lev Semënovič Pontrjagin, matematico sovietico († 1988)
- 4 settembre - Edward Dmytryk, regista, montatore e produttore cinematografico statunitense († 1999)
- 4 settembre - János Neu, calciatore, dirigente sportivo e allenatore di calcio ungherese († 1993)
- 4 settembre - Richard Wright, scrittore statunitense († 1960)
- 5 settembre - Edoardo Amaldi, fisico italiano († 1989)
- 5 settembre - Ahmed Balafrej, politico marocchino († 1990)
- 5 settembre - Carlo di Borbone-Due Sicilie Orleans, nobile spagnolo († 1936)
- 5 settembre - William Hawi, politico e imprenditore libanese († 1976)
- 5 settembre - Arnaldo Momigliano, storico italiano († 1987)
- 5 settembre - Joaquín Nin-Culmell, compositore, docente e pianista statunitense († 2004)
- 5 settembre - Renzo Rivolta, ingegnere e imprenditore italiano († 1966)
- 5 settembre - Nikolaj Nikolaevič Rjumin, scacchista sovietico († 1942)
- 5 settembre - Cecilia Seghizzi, compositrice e supercentenaria italiana († 2019)
- 5 settembre - Josué de Castro, attivista brasiliano († 1973)
- 6 settembre - Anthony Wagner, genealogista inglese († 1995)
- 6 settembre - Pietro Caramello, presbitero e filosofo italiano († 1997)
- 6 settembre - Louis Essen, fisico inglese († 1997)
- 6 settembre - Salvatore Fidomanzo, calciatore italiano
- 6 settembre - Sisto Gillarduzzi, sciatore alpino e bobbista italiano († 1989)
- 6 settembre - Abdellah Guennoun, scrittore marocchino († 1989)
- 6 settembre - Dorothy Gulliver, attrice statunitense († 1997)
- 6 settembre - Vladimir Aleksandrovič Kotel'nikov, ingegnere sovietico († 2005)
- 6 settembre - Remo Piana, cestista italiano († 1943)
- 6 settembre - Fritz Spengler, pallamanista tedesco († 2003)
- 6 settembre - Yashwant Rao Holkar II, principe indiano († 1961)
- 6 settembre - Korczak Ziolkowski, scultore statunitense († 1982)
- 7 settembre - Paul Brown, allenatore di football americano statunitense († 1991)
- 7 settembre - Michael E. DeBakey, cardiochirurgo statunitense († 2008)
- 7 settembre - Max Kaminsky, trombettista statunitense († 1994)
- 7 settembre - Merna Kennedy, attrice statunitense († 1944)
- 8 settembre - Eliezer Berkovits, rabbino, teologo e educatore rumeno († 1992)
- 8 settembre - Evelyn Dearman, tennista britannica († 1993)
- 8 settembre - Knut Fridell, lottatore svedese († 1992)
- 8 settembre - John Heaton, bobbista e skeletonista statunitense († 1976)
- 9 settembre - Bernard Lorjou, pittore e scultore francese († 1986)
- 9 settembre - Federico Mompellio, musicologo, critico musicale e compositore italiano († 1989)
- 9 settembre - Cesare Pavese, scrittore, poeta e traduttore italiano († 1950)
- 9 settembre - Mariano Pittana, architetto italiano († 1986)
- 9 settembre - Ed Prentiss, attore statunitense († 1992)
- 10 settembre - Martin Benedikter, sinologo italiano († 1969)
- 10 settembre - Lamberto Ciavatta, pittore e scultore italiano († 1981)
- 10 settembre - Annie Ducaux, attrice francese († 1996)
- 10 settembre - Manlio Germozzi, sindacalista italiano († 1997)
- 10 settembre - Teodoro Pellegrino, italiano († 1985)
- 10 settembre - Raymond Scott, compositore, musicista e inventore statunitense († 1994)
- 11 settembre - Paolo Gennari, canottiere italiano († 1968)
- 11 settembre - Mario La Cava, scrittore italiano († 1988)
- 11 settembre - Ludovico Paternò delle Sciare, militare e partigiano italiano († 1982)
- 11 settembre - Nello Voltolina, artista italiano († 1944)
- 12 settembre - Alfons De Winter, allenatore di calcio e calciatore belga († 1997)
- 12 settembre - Renzo Magli, allenatore di calcio e calciatore italiano († 1981)
- 12 settembre - Scoop Posewitz, cestista statunitense († 1993)
- 13 settembre - Armando Baldinelli, pittore e incisore italiano († 2002)
- 13 settembre - Georges Devereux, antropologo e psicoanalista ungherese († 1985)
- 13 settembre - Sicco Leendert Mansholt, partigiano, agricoltore e politico olandese († 1995)
- 13 settembre - Madeleine Ozeray, attrice belga († 1989)
- 13 settembre - Carlos Peucelle, calciatore e allenatore di calcio argentino († 1990)
- 13 settembre - Mae Questel, attrice e doppiatrice statunitense († 1998)
- 13 settembre - Carl Shy, cestista statunitense († 1991)
- 13 settembre - Egidio Sulotto, partigiano, politico e sindacalista italiano († 1999)
- 13 settembre - Aroldo Vaccari, calciatore italiano († 1986)
- 14 settembre - Cėndijn Damdinsürėn, scrittore e linguista mongolo († 1986)
- 14 settembre - Thomas E. Gaddis, biografo statunitense († 1984)
- 14 settembre - Cecil Smith, pattinatrice artistica su ghiaccio canadese († 1997)
- 15 settembre - Raffaele Carlesso, alpinista italiano († 2000)
- 15 settembre - Gerd Gaiser, scrittore tedesco († 1976)
- 15 settembre - Günther Herrmann, militare e poliziotto tedesco († 2004)
- 15 settembre - Julio Lores, calciatore peruviano († 1945)
- 15 settembre - Penny Singleton, attrice e sindacalista statunitense († 2003)
- 15 settembre - Spartaco Morelli, mezzofondista e maratoneta italiano († 1968)
- 15 settembre - Abe Silverstein, ingegnere statunitense († 2001)
- 16 settembre - Jacques Abtey, agente segreto francese († 1998)
- 16 settembre - John Brinck, canottiere statunitense († 1934)
- 16 settembre - Michele Montanari, cantante italiano († 1995)
- 16 settembre - Salvatore Todaro, militare italiano († 1942)
- 16 settembre - Friedrich Torberg, scrittore e traduttore austriaco († 1979)
- 17 settembre - Václav Bečvář, sollevatore cecoslovacco († 1978)
- 17 settembre - John Creasey, scrittore inglese († 1973)
- 18 settembre - Lucio Bini, neurologo e psichiatra italiano († 1964)
- 18 settembre - Vittorio Ugolini, allenatore di pallacanestro e arbitro di pallacanestro italiano († 2002)
- 19 settembre - Viktor Amazaspovič Ambarcumjan, astronomo e astrofisico armeno († 1996)
- 19 settembre - Domenico Bondi, carabiniere e partigiano italiano († 1945)
- 19 settembre - Paul Bénichou, critico letterario e saggista francese († 2001)
- 19 settembre - Tatsuo Shimabuku, maestro di karate giapponese († 1975)
- 19 settembre - Mika Waltari, scrittore, giornalista e poeta finlandese († 1979)
- 19 settembre - Victor Weisskopf, fisico austriaco († 2002)
- 20 settembre - Adalbert Boroș, arcivescovo cattolico rumeno († 2003)
- 20 settembre - Carolus Cergoly, poeta e giornalista italiano († 1987)
- 20 settembre - Arsène Heitz, pittore francese († 1989)
- 20 settembre - Charles Holland, pistard e ciclista su strada britannico († 1989)
- 20 settembre - Alexander Mitscherlich, psicologo tedesco († 1982)
- 20 settembre - Vazgen I, vescovo cristiano orientale armeno († 1994)
- 21 settembre - George Simpson, velocista statunitense († 1961)
- 21 settembre - Charles Upham, militare neozelandese († 1994)
- 21 settembre - Ranieri di Campello, militare e dirigente sportivo italiano († 1959)
- 22 settembre - Odette Bancilhon, astronoma francese († 1993)
- 22 settembre - Itze Gunst, pallanuotista tedesco († 1992)
- 22 settembre - Edoardo Magri, pallanuotista maltese († 1998)
- 22 settembre - So Matsuyama, scenografo giapponese († 1977)
- 22 settembre - Paolo Patrucchi, calciatore italiano
- 22 settembre - Paolo Ricci, pittore, politico e giornalista italiano († 1986)
- 23 settembre - Luigi Bianchi, generale e aviatore italiano († 1997)
- 23 settembre - Alberto Cuello, calciatore argentino
- 23 settembre - Paolo Manaresi, pittore e incisore italiano († 1991)
- 23 settembre - Takashige Matsumoto, pallanuotista giapponese († 2001)
- 23 settembre - Nikolaj Semënovič Patoličev, politico sovietico († 1989)
- 24 settembre - Eddie Hapgood, allenatore di calcio e calciatore inglese († 1973)
- 24 settembre - Saizō Saitō, calciatore giapponese († 2004)
- 24 settembre - Alina Scholtz, architetta polacca († 1996)
- 24 settembre - Hans Erwin von Spreti-Weilbach, politico tedesco († 1934)
- 24 settembre - Gile Steele, costumista statunitense († 1952)
- 24 settembre - Clara Thalmann, giornalista e anarchica svizzera († 1987)
- 25 settembre - Jacqueline Audry, regista francese († 1977)
- 25 settembre - Roger Beaufrand, pistard francese († 2007)
- 25 settembre - Carlo Fecia di Cossato, militare italiano († 1944)
- 25 settembre - Mehli Mehta, violinista e direttore d'orchestra indiano († 2002)
- 25 settembre - Robert Mermoud, pallanuotista svizzero
- 25 settembre - Luigi Pantani, calciatore italiano († 1970)
- 25 settembre - Eugen Suchoň, compositore slovacco († 1993)
- 26 settembre - Virginio Canavesio, arbitro di calcio italiano († 2000)
- 27 settembre - Hersz Berliński, attivista polacco († 1944)
- 27 settembre - Ewald Lindloff, militare tedesco († 1945)
- 27 settembre - Giuseppe Ferri, giurista italiano († 1988)
- 27 settembre - Rodolfo Lombardi, direttore della fotografia italiano († 1985)
- 27 settembre - Giovanni Pazzaglia, militare italiano († 1937)
- 27 settembre - Vladimirs Petrovs, scacchista lettone († 1943)
- 27 settembre - Ernie Schaaf, pugile statunitense († 1933)
- 28 settembre - Pierce Brodkorb, ornitologo e paleontologo statunitense († 1992)
- 28 settembre - Giovanni Pellegrini, architetto italiano († 1995)
- 28 settembre - Sofia Vanni Rovighi, storica della filosofia italiana († 1990)
- 29 settembre - Dina Ferri, poetessa italiana († 1930)
- 29 settembre - Vincenzo Indelli, politico e medico italiano († 2000)
- 29 settembre - Emilio Maccolini, militare italiano († 1936)
- 29 settembre - Eddie Tolan, velocista statunitense († 1967)
- 30 settembre - Antonio Busin, calciatore italiano
- 30 settembre - Otello Cirri, pittore italiano († 1982)
- 30 settembre - Lew Hayman, allenatore di football americano, dirigente sportivo e allenatore di pallacanestro statunitense († 1984)
- 30 settembre - David Fëdorovič Ojstrach, violinista sovietico († 1974)
- 30 settembre - Klaus Patau, biologo tedesco († 1975)
- 30 settembre - Narciso Riet, predicatore italiano († 1944)
- 30 settembre - Umberto Segre, politologo, filosofo e antifascista italiano († 1969)